# Ligue de Défense de la République
 (février 2024).
Si vous disposez d'ouvrages ou d'articles de référence ou si vous connaissez des sites web de qualité traitant du thème abordé ici, merci de compléter l'article en donnant les références utiles à sa vérifiabilité et en les liant à la section « Notes et références ».
La Ligue de Défense de la République, plus connue sous le nom de Ligue de Paris, fut une organisation d'exilés politiques portugais à Paris. Elle fut une réponse au Coup d'État du 28 mai 1926 qui amena Salazar au pouvoir. Fondée en 1927, cette organisation jouera jusqu'en 1932 un rôle important dans l'opposition au régime (reviralhismo). Malgré de nombreuses divergences idéologiques en son sein, cette organisation civique, se voulant au-dessus des partis, resta l'un des principaux bastions de l'opposition au régime dictatorial. 